# アジア太平洋グループ

アジア太平洋グループを構成する国

アジア及び太平洋小島嶼開発途上国グループ（アジアおよびたいへいようしょうとうしょかいはつとじょうこくグループ、英語: Group of Asia and the Pacific Small Island Developing States）は、国際連合における地域グループの一つであり、アジアおよびオセアニアの53か国からなる。通常はアジア太平洋グループ（アジアたいへいようグループ、英語: Asia and the Pacific, Asia-Pacific Group）と略称される。
このグループは、他の地域グループと同様、地域的・国際的な問題に関するテーマを議論する、拘束力のない対話グループである。また、この地域の候補者を指名することで、国連機関の議席配分を支援している。

## 加盟国
アジア太平洋グループの加盟国は以下の通りである。
- アフガニスタン
- バーレーン
- バングラデシュ
- ブータン
- ブルネイ・ダルサラーム
- カンボジア
- 中華人民共和国[注釈 1][注釈 2]
- キプロス
- 朝鮮民主主義人民共和国
- フィジー
- インド
- インドネシア
- イラン・イスラム共和国
- イラク
- 日本
- ヨルダン
- カザフスタン
- キリバス
- クウェート
- キルギス
- ラオス人民民主共和国
- レバノン
- マレーシア
- モルディブ
- マーシャル諸島
- ミクロネシア連邦
- モンゴル
- ミャンマー
- ナウル
- ネパール
- オマーン
- パキスタン
- パラオ
- パレスチナ国[注釈 3]
- パプアニューギニア
- フィリピン
- カタール
- 大韓民国
- サモア
- サウジアラビア
- シンガポール
- ソロモン諸島
- スリランカ
- シリア・アラブ共和国
- タジキスタン
- タイ
- 東ティモール
- トンガ
- トルコ[注釈 4]
- トルクメニスタン
- ツバル
- アラブ首長国連邦
- ウズベキスタン
- バヌアツ
- ベトナム
- イエメン

## 歴史

### 国際連盟
国連総会の議席の地理的分布の前例は、国際連合の前身である国際連盟において設定された。国際連盟の制度では、理事会の非常任理事国の議席配分のための名簿を作成するために指名委員会が設置されていた。
理事会の議席数は常に変化していたため、これは困難な作業だった。1926年から1933年までの間は、非公式な配分パターンが出現し、理事会の非常任議席は以下のように配分された。
- ラテンアメリカ諸国 : 3
- スカンジナビア諸国 : 1
- 小協商諸国: 1
- 英連邦諸国: 1
- 極東諸国: 1
- スペイン・ポーランド: それぞれ1

この制度の下では、現在のアジア太平洋グループの加盟国には、極東の非常任1議席と常任理事国である日本の1議席の計2議席しか与えられていなかった。

### 国際連合
国際連合憲章の草案作成において、新組織の議席の地理的配分は優先課題の1つとなっていた。アメリカ合衆国の勧告に基づき、第1回国連総会は以下の加盟国で構成された。
- 5か国の常任理事国
- ラテンアメリカ諸国: 3
- 英連邦諸国: 2
- 東ヨーロッパ諸国: 2
- 西ヨーロッパ諸国: 1
- 中近東諸国: 1

この配分は、国連機関の議席配分に地域グループを用いるという前例を生んだものである。例えば、経済社会理事会の第1回選挙では、以下のような方式で議席を配分した。
- 5か国の常任理事国
- ラテンアメリカ諸国: 4
- 英連邦諸国: 2
- 東ヨーロッパ諸国: 3
- 西ヨーロッパ諸国: 2
- 中近東諸国: 2

ただし、これらの取り決めは正式なものではなく、紳士協定に基づいていた。

### 改革
脱植民地化の波の後、アジア・太平洋諸国からの国連への加盟が相次いだ。1955年のバンドン会議以降、植民地から独立したこれらの国々の間で連帯感が高まり、国連に対しこれらの国々の代表を増やすよう圧力がかけられるようになった。この圧力を受けて、1957年12月12日の決議1192（XII）が採択された。この決議により、アジア諸国とアフリカ諸国に4つの議席を与えるという、一般委員会の議席配分の正式なパターンが確立された。
この圧力は、1963年12月17日の決議1991（XVIII）の採択による、安保理と経社理の議席の改革にもつながった。この決議は、安保理の非常任理事国や経社理の理事国の選出方法を正式に定め、アフリカとアジアの国々に対し、安保理は5議席、社経理は7議席を割り当てることを規定した。

### 現在
植民地の独立が続き、国連加盟国が増加したため、1964年に再びグループが修正された。それまでアフリカ諸国とアジア諸国が同じグループに含まれていたのが、別のグループに分割された。この分割により、異なる国連機関の加盟国間での議席の地理的分布がさらに拡大した。
設立当初はアジアグループ(Asia Group)と呼ばれていた。しかし、1970年代になると、太平洋の小島嶼の植民地が独立してアジアグループに参加するようになった。2000年代半ばには太平洋の小島嶼国の数が全体の5分の1を超えたため、グループの名称変更が主張されるようになった。
2011年、中国の主張を受けて「太平洋」をグループ名に含めることに合意し、「アジア及び太平洋小島嶼発展途上国グループ」（アジア太平洋グループ）に名称を変更した。この名称変更は、国連において太平洋の島嶼国が果たす役割が大きくなっていることを認識したものである。

## 代表

### 安全保障理事会
アジア太平洋グループは、安全保障理事会に非常任2議席、常任1議席（中国）の合計3議席を保有している。アジア太平洋グループの現在の安保理理事国は以下の通りである。
| 国             | 任期                          |
| -------------- | ----------------------------- |
| 中華人民共和国 | （常任）                      |
| 日本           | 2023年1月1日 – 2024年12月31日 |
| 韓国           | 2024年1月1日 – 2025年12月31日 |

### 経済社会理事会
アジア太平洋グループは、経済社会理事会に11の議席を保有している。アジア太平洋グループの現在の経済社会理事会理事国は以下の通りである。
| 国             | 任期                          |
| -------------- | ----------------------------- |
| アフガニスタン | 2022年1月1日 – 2024年12月31日 |
| インド         | 2022年1月1日 – 2024年12月31日 |
| カザフスタン   | 2022年1月1日 – 2024年12月31日 |
| オマーン       | 2022年1月1日 – 2024年12月31日 |
| 中国           | 2023年1月1日 – 2025年12月31日 |
| ラオス         | 2023年1月1日 – 2025年12月31日 |
| カタール       | 2023年1月1日 – 2025年12月31日 |
| 大韓民国       | 2023年1月1日 – 2025年12月31日 |
| 日本           | 2024年1月1日 – 2026年12月31日 |
| ネパール       | 2024年1月1日 – 2026年12月31日 |
| パキスタン     | 2024年1月1日 – 2026年12月31日 |

### 人権理事会
アジア太平洋グループは、人権理事会に13の議席を保有している。アジア太平洋グループの現在の人権理事会理事国は以下の通りである。
| 国               | 任期                          |
| ---------------- | ----------------------------- |
| インド           | 2022年1月1日 – 2024年12月31日 |
| カザフスタン     | 2022年1月1日 – 2024年12月31日 |
| マレーシア       | 2022年1月1日 – 2024年12月31日 |
| カタール         | 2022年1月1日 – 2024年12月31日 |
| アラブ首長国連邦 | 2022年1月1日 – 2024年12月31日 |
| バングラデシュ   | 2023年1月1日 – 2025年12月31日 |
| キルギス         | 2023年1月1日 – 2025年12月31日 |
| モルドバ         | 2023年1月1日 – 2025年12月31日 |
| ベトナム         | 2023年1月1日 – 2025年12月31日 |
| 中国             | 2024年1月1日 – 2026年12月31日 |
| インドネシア     | 2024年1月1日 – 2026年12月31日 |
| 日本             | 2024年1月1日 – 2026年12月31日 |
| クウェート       | 2024年1月1日 – 2026年12月31日 |

### 総会議長
5年に1度、西暦の下一桁が1か6の年には、国連総会議長はアジア太平洋グループから選出される。
アジアグループが発足した1964年以降の、アジア太平洋グループから選出された総会議長は以下の通りである。
| 選出年 | 会期 | 氏名                                 | 出身国             | 備考                                                                 |
| ------ | ---- | ------------------------------------ | ------------------ | -------------------------------------------------------------------- |
| 1966   | 21   | アブドゥル・ラーマン・パズウォック   | アフガニスタン王国 | 第5回特別総会、第5回緊急特別総会の議長も務める。                     |
| 1971   | 26   | アダム・マルク                       | インドネシア       |                                                                      |
| 1976   | 31   | ハミルトン・シャーリー・アメラシンゲ | スリランカ         |                                                                      |
| 1981   | 36   | イスマット・T・キッタニ              | イラク             | 第7回緊急特別総会、第9回緊急特別総会、第12回特別総会の議長も務める。 |
| 1986   | 41   | ハムヤン・ラシド・チョドハリ         | バングラデシュ     | 第14回特別総会の議長も務める。                                       |
| 1991   | 46   | シャミル・シハビ                     | サウジアラビア     |                                                                      |
| 1996   | 51   | ラザリ・イスマイル                   | マレーシア         | 第10回緊急特別総会、第19回特別総会の議長も務める。                   |
| 2001   | 56   | 韓昇洙                               | 大韓民国           | 第10回緊急特別総会の議長も務める。                                   |
| 2006   | 61   | ハヤ・ラシェッド・アル・ハリファ     | バーレーン         | 第10回緊急特別総会の議長も務める。                                   |
| 2011   | 66   | ナーセル・アルナセル                 | カタール           |                                                                      |
| 2016   | 71   | ピーター・トムソン                   | フィジー           |                                                                      |
| 2021   | 76   | アブドッラ・シャーヒド               | モルディブ         | 第11回緊急特別総会の議長も務める。                                   |
| 予定   |      |                                      |                    |                                                                      |
| 2026   | 81   | TBD                                  | TBD                |                                                                      |
| 2031   | 86   | TBD                                  | TBD                |                                                                      |

## 加盟国の変遷
アジア太平洋グループの加盟国の変遷を以下に示す。
| 年        | 加盟国数 | 加入国 |
| --------- | -------- | --- |
| 1966-1967 | 26       | アフガニスタン、 ビルマ、 カンボジア、 セイロン（現 スリランカ）、 中華民国、 キプロス、 インド、 インドネシア、 イラン、 イラク、 日本、 ヨルダン、 クウェート、 ラオス、 レバノン、 マレーシア、 モルディブ、 モンゴル、 ネパール、 パキスタン、 フィリピン、 サウジアラビア、 シンガポール、 シリア、 タイ、 北イエメン |
| 1967-1970 | 27       | 南イエメン |
| 1970-1971 | 28       | フィジー |
| 1971      | 28       | 中華人民共和国（中華民国は脱退） |
| 1971-1974 | 32       | バーレーン、 オマーン、 カタール、 アラブ首長国連邦 |
| 1974-1975 | 33       | バングラデシュ |
| 1975-1976 | 34       | パプアニューギニア |
| 1976-1977 | 35       | サモア |
| 1977-1978 | 36       | ベトナム |
| 1978-1981 | 37       | ソロモン諸島 |
| 1981-1984 | 38       | バヌアツ |
| 1984-1990 | 39       | ブルネイ |
| 1990-1991 | 38       | 南北イエメンが統一して イエメンに |
| 1991-1992 | 40       | マーシャル諸島、 ミクロネシア連邦 |
| 1992-1994 | 48       | アルメニア、 アゼルバイジャン、 ジョージア、 カザフスタン、 キルギス、 タジキスタン、 トルクメニスタン、 ウズベキスタン |
| 1994-1999 | 49       | パラオ |
| 1999-2000 | 52       | キリバス、 ナウル、 トンガ |
| 2000-2002 | 53       | ツバル |
| 2002-     | 54       | 東ティモール |